# Liste des mammifères en Åland
Pour un article plus général, voir Liste des mammifères en Finlande.

Carte topographique d'Åland.

Localisation d'Åland en Europe.

Cette liste commentée recense la mammalofaune en Åland. Elle répertorie les espèces de mammifères ålandais actuels et celles qui ont été récemment classifiées comme éteintes (à partir de l'Holocène, depuis donc 11 700 ans av. J.‑C.). Cette liste comporte 34 espèces réparties en neuf ordres et quatorze familles, dont deux sont « quasi menacées » (selon les critères de la liste rouge de l'UICN au niveau mondial).
Elle contient au moins neuf espèces introduites sur ce territoire, qui sont plus ou moins bien acclimatées. Il peut contenir aussi dans cette liste des animaux non reconnus par la liste rouge de l'UICN (aucun mammifère ici) et ils sont classés en « non évalué » : cela étant dû notamment au manque de données et à des espèces domestiques, disparues ou éteintes avant le XVIe siècle. Il n'existe pas en Åland d'espèces et de sous-espèces de mammifères endémiques.

## Statuts de la liste rouge de l'UICN
Les statuts de conservation utilisés par la liste rouge de l'UICN mondiale sont :
| (EX) | Éteint                  | Il n'y a pas le moindre doute sur le fait que le dernier spécimen recensé est mort.                                                                   |
| (EW) | Éteint à l'état sauvage | L'espèce est connue uniquement en captivité ou en tant que population naturalisée bien en dehors de son ancienne aire de répartition.                 |
| (CR) | En danger critique      | L'espèce risque prochainement de s'éteindre à l'état sauvage.                                                                                         |
| (EN) | En danger               | L'espèce fait face à un très gros risque d'extinction à l'état sauvage.                                                                               |
| (VU) | Vulnérable              | L'espèce fait face à un gros risque d'extinction à l'état sauvage.                                                                                    |
| (NT) | Quasi menacé            | L'espèce ne satisfait pas un ou plusieurs des critères prévus qui permettraient de la catégoriser, mais pourrait risquer de s'éteindre dans le futur. |
| (LC) | Préoccupation mineure   | Il n'y a pas de risque identifiable pour l'espèce. |
| (DD) | Données insuffisantes   | Il n'y a pas d'information adéquate qui permettraient de faire une évaluation des risques pour cette espèce.                                          |
| (NE) | Non évalué              | L'espèce n'a pas encore été confrontée aux critères précédents, n'est pas reconnue par l'UICN ou bien s'est éteinte avant le XVIe siècle.             |

## Ordre:Primates

### Famille:Hominidés
| Nom binominal, nom vulgaire et citation d'auteurs | Nom vulgaire suédois (langue officielle d'Åland) | Origine et statut en Åland | Aire de répartition                    | Statut UICN mondial | Image         |
| ------------------------------------------------- | ------------------------------------------------ | -------------------------- | -------------------------------------- | ------------------- | ------------- |
| Homo sapiens (Homme moderne) Linnaeus, 1758       | Människa                                         | Allochtone,                | Aire de répartition de l'Homme moderne | [ 3 ]               | Homme moderne |

## Ordre:Lagomorphes

### Famille:Léporidés
| Nom binominal, nom vulgaire et citation d'auteurs         | Nom vulgaire suédois (langue officielle d'Åland) | Origine et statut en Åland | Aire de répartition                     | Statut UICN mondial | Image            |
| --------------------------------------------------------- | ------------------------------------------------ | -------------------------- | --------------------------------------- | ------------------- | ---------------- |
| Lepus timidus (Lièvre variable) Linnaeus, 1758            | Skogshare                                        | Autochtone,                | Aire de répartition du Lièvre variable  | [ 5 ]               | Lièvre variable  |
| Oryctolagus cuniculus (Lapin de garenne) (Linnaeus, 1758) | Europeisk kanin                                  | Allochtone (Introduit),    | Aire de répartition du Lapin de garenne | [ 6 ]               | Lapin de garenne |

## Ordre:Rodentiens

### Famille:Cricétidés
| Nom binominal, nom vulgaire et citation d'auteurs      | Nom vulgaire suédois (langue officielle d'Åland) | Origine et statut en Åland | Aire de répartition                      | Statut UICN mondial | Image              |
| ------------------------------------------------------ | ------------------------------------------------ | -------------------------- | ---------------------------------------- | ------------------- | ------------------ |
| Microtus oeconomus (Campagnol nordique) (Pallas, 1776) | Mellansork                                       | Autochtone                 | Illustration manquante                   | [ 7 ]               | Campagnol nordique |
| Microtus agrestis (Campagnol agreste) (Linnaeus, 1761) | Åkersork                                         | Autochtone                 | Aire de répartition du Campagnol agreste | [ 8 ]               | Campagnol agreste  |
| Ondatra zibethicus (Rat musqué) (Linnaeus, 1766)       | Bisam                                            | Allochtone (Introduit)     | Aire de répartition du Rat musqué        | [ 10 ]              | Rat musqué         |

### Famille:Muridés
| Nom binominal, nom vulgaire et citation d'auteurs      | Nom vulgaire suédois (langue officielle d'Åland) | Origine et statut en Åland | Aire de répartition                    | Statut UICN mondial | Image           |
| ------------------------------------------------------ | ------------------------------------------------ | -------------------------- | -------------------------------------- | ------------------- | --------------- |
| Apodemus sylvaticus (Mulot sylvestre) (Linnaeus, 1758) | Mindre skogsmus                                  | Autochtone                 | Aire de répartition du Mulot sylvestre | [ 11 ]              | Mulot sylvestre |
| Mus musculus (Souris grise) Linnaeus, 1758             | Husmus                                           | Allochtone (Introduit),    | Aire de répartition de la Souris grise | [ 13 ]              | Souris grise    |
| Rattus norvegicus (Rat surmulot) (Berkenhout, 1769)    | Brunråtta                                        | Allochtone (Introduit),    | Aire de répartition du Rat surmulot    | [ 14 ]              | Rat surmulot    |
| Rattus rattus (Rat noir) (Linnaeus, 1758)              | Svartråtta                                       | Allochtone (Introduit),    | Aire de répartition du Rat noir        | [ 15 ]              | Rat noir        |

### Famille:Sciuridés
| Nom binominal, nom vulgaire et citation d'auteurs | Nom vulgaire suédois (langue officielle d'Åland) | Origine et statut en Åland | Aire de répartition                    | Statut UICN mondial | Image         |
| ------------------------------------------------- | ------------------------------------------------ | -------------------------- | -------------------------------------- | ------------------- | ------------- |
| Sciurus vulgaris (Écureuil roux) Linnaeus, 1758   | Ekorre                                           | Autochtone                 | Aire de répartition de l'Écureuil roux | [ 16 ]              | Écureuil roux |

## Ordre:Érinacéomorphes

### Famille:Érinacéidés
| Nom binominal, nom vulgaire et citation d'auteurs                  | Nom vulgaire suédois (langue officielle d'Åland) | Origine et statut en Åland | Aire de répartition                                  | Statut UICN mondial | Image                         |
| ------------------------------------------------------------------ | ------------------------------------------------ | -------------------------- | ---------------------------------------------------- | ------------------- | ----------------------------- |
| Erinaceus europaeus (Hérisson d'Europe occidentale) Linnaeus, 1758 | Igelkott                                         | Autochtone                 | Aire de répartition du Hérisson d'Europe occidentale | [ 17 ]              | Hérisson d'Europe occidentale |

## Ordre:Soricomorphes

### Famille:Soricidés
| Nom binominal, nom vulgaire et citation d'auteurs   | Nom vulgaire suédois (langue officielle d'Åland) | Origine et statut en Åland                  | Aire de répartition                           | Statut UICN mondial | Image               |
| --------------------------------------------------- | ------------------------------------------------ | ------------------------------------------- | --------------------------------------------- | ------------------- | ------------------- |
| Neomys fodiens (Crossope aquatique) (Pennant, 1771) | Vattennäbbmus                                    | Peut-être allochtone (Peut-être introduit), | Aire de répartition de la Crossope aquatique  | [ 19 ]              | Crossope aquatique  |
| Sorex araneus (Musaraigne carrelet) Linnaeus, 1758  | Vanlig näbbmus                                   | Peut-être allochtone (Peut-être introduit)  | Aire de répartition de la Musaraigne carrelet | [ 20 ]              | Musaraigne carrelet |
| Sorex minutus (Musaraigne pygmée) Linnaeus, 1766    | Dvärgnäbbmus                                     | Peut-être allochtone (Peut-être introduit)  | Aire de répartition de la Musaraigne pygmée   | [ 21 ]              | Musaraigne pygmée   |

## Ordre:Chiroptères

### Famille:Vespertilionidés
| Nom binominal, nom vulgaire et citation d'auteurs                             | Nom vulgaire suédois (langue officielle d'Åland) | Origine et statut en Åland | Aire de répartition                                | Statut UICN mondial | Image                    |
| ----------------------------------------------------------------------------- | ------------------------------------------------ | -------------------------- | -------------------------------------------------- | ------------------- | ------------------------ |
| Nyctalus noctula (Noctule commune) (Schreber, 1774)                           | Stor fladdermus                                  | Autochtone                 | Aire de répartition de la Noctule commune          | [ 23 ]              | Noctule commune          |
| Pipistrellus nathusii (Pipistrelle de Nathusius) (Keyserling & Blasius, 1839) | Trollfladdermus                                  | Autochtone                 | Aire de répartition de la Pipistrelle de Nathusius | [ 24 ]              | Pipistrelle de Nathusius |
| Pipistrellus pygmaeus (Pipistrelle pygmée) (Leach, 1825)                      | Dvärgpipistrell                                  | Autochtone                 | Aire de répartition de la Pipistrelle pygmée       | [ 25 ]              | Pipistrelle pygmée       |
| Plecotus auritus (Oreillard roux) (Linnaeus, 1758)                            | Långörad fladdermus                              | Autochtone                 | Aire de répartition de l'Oreillard roux            | [ 26 ]              | Oreillard roux           |
| Vespertilio murinus (Sérotine bicolore) Linnaeus, 1758                        | Gråskimlig fladdermus                            | Autochtone                 | Aire de répartition de la Sérotine bicolore        | [ 27 ]              | Sérotine bicolore        |

## Ordre:Cétacés

### Famille:Phocœnidés
| Nom binominal, nom vulgaire et citation d'auteurs    | Nom vulgaire suédois (langue officielle d'Åland) | Origine et statut en Åland | Aire de répartition                    | Statut UICN mondial | Image           |
| ---------------------------------------------------- | ------------------------------------------------ | -------------------------- | -------------------------------------- | ------------------- | --------------- |
| Phocoena phocoena (Marsouin commun) (Linnaeus, 1758) | Vanlig tumlare                                   | Allochtone,                | Aire de répartition du Marsouin commun | [ 29 ]              | Marsouin commun |

## Ordre:Artiodactyles

### Famille:Cervidés
| Nom binominal, nom vulgaire et citation d'auteurs         | Nom vulgaire suédois (langue officielle d'Åland) | Origine et statut en Åland | Aire de répartition                       | Statut UICN mondial | Image              |
| --------------------------------------------------------- | ------------------------------------------------ | -------------------------- | ----------------------------------------- | ------------------- | ------------------ |
| Alces alces (Élan) (Linnaeus, 1758)                       | Älg                                              | Autochtone                 | Aire de répartition de l'Élan             | [ 31 ]              | Élan               |
| Capreolus capreolus (Chevreuil européen) (Linnaeus, 1758) | Rådjur                                           | Allochtone (Introduit)     | Aire de répartition du Chevreuil européen | [ 33 ]              | Chevreuil européen |

## Ordre:Carnivores

### Famille:Canidés
| Nom binominal, nom vulgaire et citation d'auteurs | Nom vulgaire suédois (langue officielle d'Åland) | Origine et statut en Åland | Aire de répartition                | Statut UICN mondial | Image       |
| ------------------------------------------------- | ------------------------------------------------ | -------------------------- | ---------------------------------- | ------------------- | ----------- |
| Canis lupus (Loup gris) Linnaeus, 1758            | Varg                                             | Autochtone (Disparu),      | Aire de répartition du Loup gris   | [ 35 ]              | Loup gris   |
| Vulpes vulpes (Renard roux) (Linnaeus, 1758)      | Rödräv                                           | Autochtone                 | Aire de répartition du Renard roux | [ 36 ]              | Renard roux |

### Famille:Mustélidés
| Nom binominal, nom vulgaire et citation d'auteurs | Nom vulgaire suédois (langue officielle d'Åland) | Origine et statut en Åland | Aire de répartition                       | Statut UICN mondial | Image             |
| ------------------------------------------------- | ------------------------------------------------ | -------------------------- | ----------------------------------------- | ------------------- | ----------------- |
| Lutra lutra (Loutre commune) (Linnaeus, 1758)     | Utter                                            | Autochtone                 | Aire de répartition de la Loutre commune  | [ 37 ]              | Loutre commune    |
| Martes martes (Martre des pins) (Linnaeus, 1758)  | Mård                                             | Autochtone                 | Aire de répartition de la Martre des pins | [ 38 ]              | Martre des pins   |
| Meles meles (Blaireau européen) (Linnaeus, 1758)  | Europeisk grävling                               | Autochtone                 | Aire de répartition du Blaireau européen  | [ 39 ]              | Blaireau européen |
| Mustela erminea (Hermine) Linnaeus, 1758          | Hermelin                                         | Autochtone                 | Aire de répartition de l'Hermine          | [ 40 ]              | Hermine           |

### Famille:Phocidés
| Nom binominal, nom vulgaire et citation d'auteurs               | Nom vulgaire suédois (langue officielle d'Åland) | Origine et statut en Åland | Aire de répartition                        | Statut UICN mondial | Image               |
| --------------------------------------------------------------- | ------------------------------------------------ | -------------------------- | ------------------------------------------ | ------------------- | ------------------- |
| Halichoerus grypus (Phoque gris) (Fabricius, 1791)              | Gråsäl                                           | Allochtone,                | Aire de répartition du Phoque gris         | [ 42 ]              | Phoque gris         |
| Pagophilus groenlandicus (Phoque du Groenland) (Erxleben, 1777) | Grönlandssäl                                     | Allochtone (Disparu),      | Aire de répartition du Phoque du Groenland | [ 45 ]              | Phoque du Groenland |
| Phoca vitulina (Phoque veau marin) Linnaeus, 1758               | Knubbsäl                                         | Allochtone,                | Aire de répartition du Phoque veau marin   | [ 47 ]              | Phoque veau marin   |
| Pusa hispida (Phoque annelé) (Schreber, 1775)                   | Vikare                                           | Allochtone,                | Aire de répartition du Phoque annelé       | [ 48 ]              | Phoque annelé       |

### Famille:Félidés
| Nom binominal, nom vulgaire et citation d'auteurs | Nom vulgaire suédois (langue officielle d'Åland) | Origine et statut en Åland   | Aire de répartition                | Statut UICN mondial | Image       |
| ------------------------------------------------- | ------------------------------------------------ | ---------------------------- | ---------------------------------- | ------------------- | ----------- |
| Lynx lynx (Lynx boréal) (Linnaeus, 1758)          | Lodjur                                           | Autochtone (Recolonisateur), | Aire de répartition du Lynx boréal | [ 50 ]              | Lynx boréal |